# كلينت ديدييه
كلينت ديدييه (بالإنجليزية: Clint Didier)‏ هو لاعب كرة قدم أمريكية وسياسي أمريكي، ولد في 4 أبريل 1959 في كونيل في الولايات المتحدة. حزبياً، نشط في الحزب الجمهوري.

## روابط خارجية
- كلينت ديدييه على موقع مرجع كرة القدم المحترفة.كوم (الإنجليزية)